# Neoregostoma
Neoregostoma is een kevergeslacht uit de familie van de boktorren (Cerambycidae). De wetenschappelijke naam van het geslacht werd voor het eerst geldig gepubliceerd in 1992 door Monné & Giesbert.

## Soorten
Neoregostoma omvat de volgende soorten:
- Neoregostoma bettelai Clarke, 2010
- Neoregostoma coccineum (Gory, 1831)
- Neoregostoma discoideum (Audinet-Serville, 1833)
- Neoregostoma erythrocallum (Lane, 1940)
- Neoregostoma fasciatum (Aurivillius, 1920)
- Neoregostoma giesberti Clarke, 2007
- Neoregostoma luridum (Klug, 1825)
- Neoregostoma unicolor (Aurivillius, 1920)